# Abelardo Luz
Abelardo Luz is een gemeente in de Braziliaanse deelstaat Santa Catarina. De gemeente telt 16.899 inwoners (schatting 2009).

## Aangrenzende gemeenten
De gemeente grenst aan Bom Jesus, Faxinal dos Guedes, Ipuaçu, Ouro Verde, Passos Maia, São Domingos, Vargeão, Clevelândia (PR) en Palmas (PR).

## Geboren
- Paulo Roberto Falcão (1953), voetballer